# Zygomaturus trilobus
A Zygomaturus trilobus a pleisztocén során Ausztráliában egykor élt növényevő erszényes volt.
A nagyméretű, törpe vízilóra emlékeztető méretű és testalkatú állat testtömegét 500 kilogrammra becsülik. Tudományos nevét széles járomcsontjáról (os zygomaticum) és jellegzetes, három gumójú előzápfogairól kapta.
Testalkata alapján Ausztrália vizes, mocsaras élőhelyein élhetett kisebb csoportokban, ahol az ott tenyésző növényzettel táplálkozott. Más erszényes rokonához hasonlóan (például erszényesoroszlán, Diprotodon optatum) nem voltak szemfogai, viszont erőteljes záp- és metszőfogakkal rendelkezett. Négy lábon járt.
Kb. 40-50 000 évvel ezelőtt halt ki: egyesek szerint azért, mert Ausztrália éghajlata erősen szárazzá vált; mások szerint viszont azért, mert a kontinensen ekkoriban megjelenő ember túlzott vadászatának esett áldozatául (erről bővebben: pleisztocén megafauna). Legközelebbi élő rokona a vombat és a koala.